# Dear (Hysteric Blueの曲)
「Dear」（ディア）は、Hysteric Blueの7枚目のシングル。WALLABYからのリカット・シングル。

## 収録曲
1. Dear
作詞・作曲:たくや
2. Midnight Rave (深夜無礼MIX)
3. Dear (オリジナル・カラオケ)

## 収録アルバム
- WALLABY (#1,2、#2は原曲)
- Historic Blue (#1)